# Embalse de Santa Ana
El embalse de Santa Ana (en catalán Pantà de Santa Anna) está ubicado en las provincias españolas de Huesca y Lérida, pasado el embalse de Canelles. Tiene una capacidad de 236,60 hm³ y se usa para el abastecimiento de agua potable, la generación de electricidad y el regadío.
Bajo sus aguas se encuentra el antiguo pueblo de Tragó de Noguera.

## Caudal
Santa Ana nutre el Canal de Piñana, que abastece la ciudad de Lérida y riega parte de su comarca. También aporta parte de los caudales del Canal de Aragón y Cataluña.
La lámina de agua del embalse solo es accesible desde el camino de coronación del embalse por la margen derecha, que permite entrar en el agua sin dificultad, salvo que este acceso está cerrado por una puerta y debe ser autorizado por los gestores del embalse.

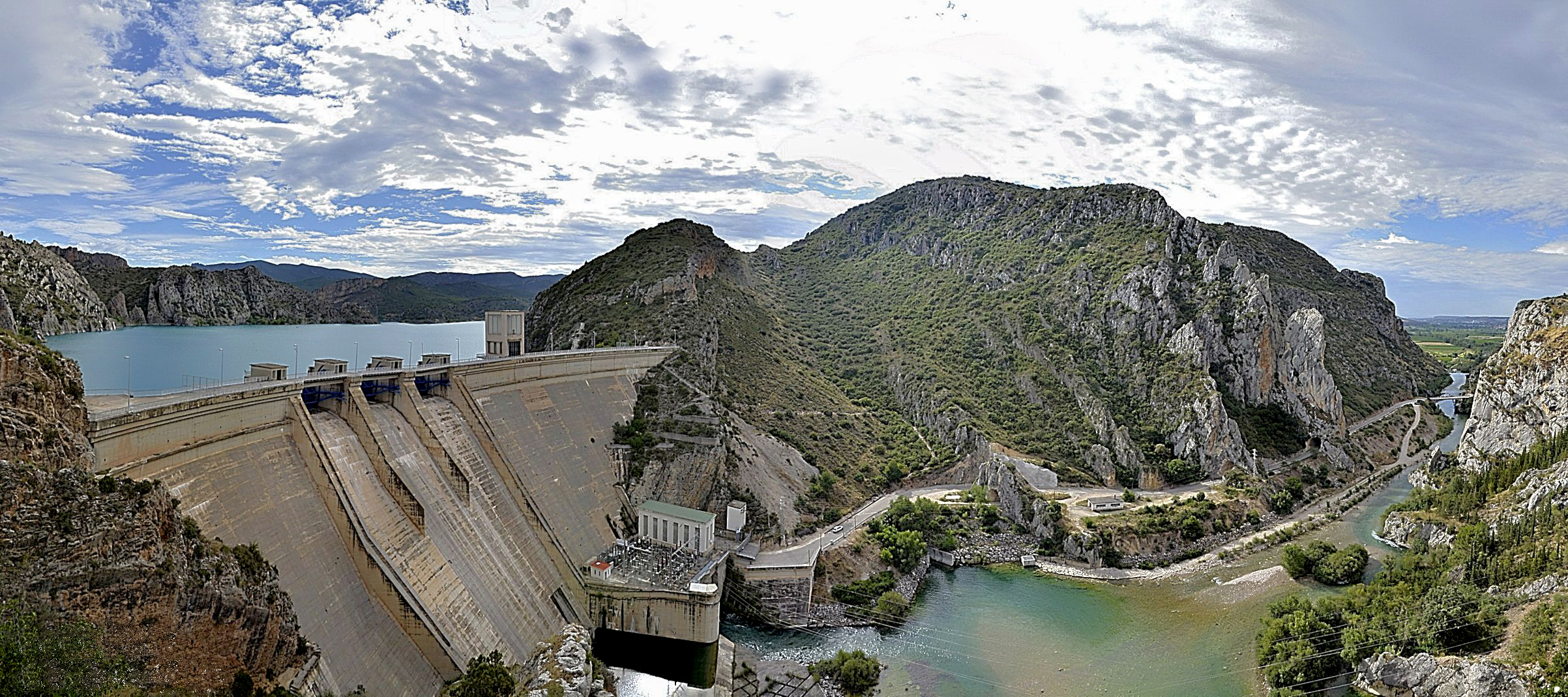
Embalse de Santa Ana